# Dave Sim
Dave Sim   (Hamilton, 17 de maig de 1956) és un artista i escriptor de còmics canadenc, conegut per la seva novel·la gràfica Cerebus the Aardvark.

## Biografia
Sim va néixer el 17 de maig de 1956 a Hamilton, Canadà. La seva mare era secretària i el seu pare era supervisor de fàbrica a Budd Automotive com a negociador laboral. La seva família es va traslladar a Ontario quan tenia només 2 anys. Té una germana gran, Sheila.
Sim es va interessar pels còmics quan tenia vuit anys. Badtime Stories (1971) de Bernie Wrightson el va inspirar a dedicar-se al dibuix. Sim també va trobar inspiració a la revista Mad, en particular a la paròdia "Superduperman" de Harvey Kurtzman i Wally Wood, així com a la paròdia de Conan del dibuixant underground Jack Jackson. Va escriure i dibuixar còmics al llarg de la seva adolescència i va començar a enviar treballs a fanzines. La seva primera publicació van ser alguns articles al fanzine de còmics Rocket's Blast Comicollector. També va presentar obres d'art, que van ser rebutjades. Sim va establir una relació amb l'editor Gabe Quintanilla, que el va animar a continuar enviant material. El propietari de Now & Then Books, Harry Kremer, li va permetre produir un butlletí anomenat Now & Then Times. El primer número va arribar l'estiu de 1972. Sim va publicar un segon número l'any 1973, però havia començat a dedicar el seu temps a la Comic Art News and Reviews de John Balge, un altre fanzine de còmics canadenc. Per CANAR va fer entrevistes a personatges com Barry Windsor-Smith.
Inspirat en Peanuts and Outhouses of the North de Charles Schulz (un petit llibre de dibuixos publicats per la Highway Bookshop al nord d'Ontario), Sim va passar els anys 1975 i 1976 desenvolupant una tira còmica anomenada The Beavers. Highway Bookshop va publicar la tira en format llibre el 1976. També fa fer un segon llibre que no es va materialitzar quan l'editorial va haver de tancar abans de la seva publicació. Aleshores, Sim va començar a publicar The Beavers al Kitchener-Waterloo Record. Amb Day, va arribar a vendre en tres dies el que havia fet en un any altres vegades. Sim també va escriure o dibuixar històries publicades en antologies com Phantacea i Star*Reach. The Beavers també es va publicar al còmic, de la seva germana, Quack!.
Al voltant d'aquesta època, els treballs de Sim eren publicat per Charlton Comics i Warren Publishing. El 1976, Sim començar a treballar en l'única feina que ha fet fora dels còmics, com a empleat de Now & Then Books, una llibreria. També va escriure i dibuixar parts d'"Ali-Baba" #1 per a Gauntlet Comics.

## Carrera

### Cerebus
El desembre de 1977, Sim va començar a publicar Cerebus, una sèrie de còmics inicialment bimensuals en blanc i negre. Va començar com una paròdia entre Conan el Bàrbar i Howard l'ànec. Progressivament, Sim va canviar el seu estil narratiu fins a les "novel·les" més llargues i molt més complexes, començant amb els 25 números de High Society. Els elements d'espasa i bruixeria de la sèrie, destacats fins aquell moment, es van minimitzar a mesura que Sim es concentrava més en la política.
Cerebus es va publicar a través de l'empresa de Sim, Aardvark-Vanaheim, dirigida per la seva dona, Deni Loubert. Ambdós es van conèixer el 1976, es van casar el 1979 i es van divorciar després de gairebé cinc anys de matrimoni.
El 1979, durant l'època en prenia LSD en grans quantaitats per un problema d'addicció, va ser hospitalitzat per tractar símptomes semblants a l'esquizofrènia.
"Arnold the Isshurian", una paròdia de dues pàgines de Conan i Little Nemo, es va publicar a Epic Illustrated el febrer de 1982.
A partir del número 65, a l'agost de 1984, Sim va començar a col·laborar amb l'artista Gerhard, que s'encarregava dels fons, mentre que Sim, dibuixava les figures en primer pla. Gerhard i Sim van continuar treballant junts a Cerebus fins que la sèrie va finalitzar en el número 300, el març de 2004.
Tot i que Sim no va mantenir una programació mensual recurrent durant tota la tirada, va completar la sèrie Cerebus segons el calendari previst al març de 2004. A mesura que la sèrie avançava, es va destacar per la seva tendència cap a l'art d'experimentació.
Finalment, Sim va comprar la participació de Gerhard a Aardvark-Vanaheim per tal que els drets d'autor de la sèrie fossin de domini públic després de la seva mort.

### Post-Cerberus
A partir del 2006, Sim va començar a publicar una biografia en línia de còmics de l'actriu canadenca Siu Ta titulada Siu Ta, So Far.
A finals de 2007, Sim va anunciar dos projectes. Un, al qual inicialment es va referir només com a "Projecte Secret u", va ser Judenhass ("odi jueu" en alemany), una "reflexió personal sobre l'Holocaust" de 56 pàgines que es va publicar el 28 de maig de 2008. L'altre va ser Glamourpuss, una sèrie de còmics paròdia i un estudi històric de l'estil fotorealista de l'art del còmic.
El 2009, Sim va començar a publicar Cerebus Archive, una publicació bimensual del seu treball abans i al voltant de Cerebus.
El 23 d'octubre de 2009 es va estrenar el primer episodi de la sèrie web Cerebus TV. El programa emitia nous episodis els divendres a les 22:00h, que després es retransmetrien contínuament durant tota la setmana. Els crèdits incloien a Dave Sim com a productor executiu. Sim era sovint la característica principal dels espectacles, bé entrevistant llegendes del còmic o mostrant darrere les escenes a Aardvark-Vanaheim. A principis de 2013, hi havia aproximadament 115 episodis de Cerebus TV.
El 2011, BOOM! Town va anunciar que l'any 2012 publicaria Dave Sim's Last Girlfriend, una col·lecció de cartes entre Dave Sim i Susan Alston destinades originalment a la Kitchen Sink Press de Denis Kitchen. El 2012, McFarland va publicar una col·lecció d'assajos acadèmics sobre Cerebus.
El 2020, Dave va anunciar que deixaria de treballar a The Strange Death of Alex Raymond. El seu col·laborador en el projecte, Carson Grubaugh, va rebre el vistiplau per acabar i publicar el treball, que es va estrenar el 2021 a través de Living the Line.

## Controvèrsies

### Masclisme
Durant l'època a Cerebus, Sim va oposar-se explícitament al feminisme i va fer declaracions controvertides sobre homes i dones. Sim va fer un escrit sobre gènere al número 186 de Cerebus, en un text com a part de Reads, utilitzant el pseudònim Viktor Davis. Entre les diverses teories exposades a la peça, l'alter-ego de Sim, Viktor Davis, classifica la humanitat en llum, que tendeix a residir en homes biològics, i el buit, que tendeix a residir en dones biològiques.
El 1995, The Comics Journal #174 va presentar una caricatura de Bill Willingham de Sim en una de les portades, amb el títol "Dave Sim: Guru misogin d'autors autònoms". A l'interior hi havia un extens article escrit per Jonathan Hagey i Kim Thompson on hi havia respostes a creadors de còmics com Alan Moore, Seth, Rick Veitch, Steve Bissette i Chester Brown. Les respostes van anar des de la ira fins a la creença que Sim bromejava. Altres van especular que Sim patia una malaltia mental relacionada amb el seu consum intens de drogues.
El 2001, Sim va publicar un altre assaig, "Tangent", a Cerebus #265 (abril de 2001), on aprofundia sobre la proliferació generalitzada del feminisme. The Comics Journal va publicar l'assaig complet al seu lloc web, però amb una entradeta abans titllant l'escrit de "bollósi repugnant".
Malgrat la descripció de les seves opinions i la seva reputació com a misògin, tot i que Sim sostia que no ho era. L'any 2008, Sim va enviar una carta on va intentar desmarcar-se de les acusacions de misogínia, sostenint que la societat percebia els misògins com la "forma de vida més baixa i infrahumana de la nostra societat". La carta de Sim acabava amb l'exigència que aquells que volguessin seguir rebent la seva publicació en línia havien d'enviar una carta doent: "No crec que Dave Sim sigui un misògin".